# Bang Kho Laem
Bang Kho Laem (tiếng Thái: บางคอแหลม; phát âm [bāːŋ kʰɔ̄ː lɛ̌ːm]) là một quận của Bangkok, Thái Lan. Quận Bang Kho Laem có diện tích km2, dân số là người. Các quận huyện giáp ranh (theo chiều kim đồng hồ từ phía bắc) Sathon, Yan Nawa, và qua sông Chao Phraya, Rat Burana, Thon Buri và Khlong San.

## Lịch sử
Bang Kho Laem trước đây là một phần của amphoe Ban Thawai trong huyện Phra Pradaeng.
Ban Thawai sau đó đã được chuyển sang cho tỉnh Phra Nakhon, và đổi tên thành Huyện Yan Nawa. Khi Phra Nakhon và Thonburi được kết hợp thành một tỉnh duy nhất trong năm 1972, tên của các đơn vị hành chính trong thủ phủ mới được kết hợp đã được thay đổi từ Huyện và quận (Khẹt) và phó-huyện (khwaeng). Vì vậy, huyện Yan Nawa (อำเภอ ยานนาวา) đã trở thành Khẹt Yan Nawa (เขต ยานนาวา).
Do sự gia tăng dân số, ngày 18 tháng 4 năm 1989, Yan Nawa nhánh 2 (Khwaeng Bang Kho Laem) được thành lập như một đơn vị hành chính thứ hai trong huyện Nawa Yan, giám sát ba huyện: Bang Kho Laem, Wat Phraya Krai và Bang Khlo. Nó được tách thành quận riêng vào ngày 09 tháng 11 năm 1989, và được gọi là Bang Kho Laem.
Về hành chính, quận chia thành ba huyện (Khwaeng).

## Phân cấp hành chính
Quận được chia thành ba huyện (khwaeng).
| No.  | Tên             | Tiếng Thái | Area (km2) | Bảng đồ |
| ---- | --------------- | ---------- | ---------- | ------- |
| 1.   | Bang Kho Laem   | บางคอแหลม  | 2,749      | Map     |
| 2.   | Wat Phraya Krai | วัดพระยาไกร | 2,300      | Map     |
| 3.   | Bang Khlo       | บางโคล่     | 5,872      | Map     |
| Tổng | Tổng            | Tổng       | 10,921     | Map     |